# Ophonus cordatus
Ophonus cordatus es una especie de escarabajo terrestre de la subfamilia Harpalinae, género Ophonus y subgénero Ophonus (Metophonus). Fue descrita por Duftschmid en 1812.
Se encuentra en Gran Bretaña, Bosnia y Herzegovina, Kirguistán, Turkmenistán, Kazajistán, Marruecos, Argelia, Rumania, Bulgaria, Ucrania, España, Moldavia, Hungría, Armenia, Francia, Alemania, Grecia, Turquía, Italia, Eslovaquia, Albania, Austria, Bélgica, Países Bajos, Polonia, Suiza, Georgia, Irán, Portugal, Rusia, Serbia y República Checa.